# Estació de l'Alcúdia de Crespins
L'estació de ferrocarril de l'Alcúdia de Crespins d'Adif, a la comarca de la Costera, està situada al sud del nucli urbà, prop del de la veïna població de Canals. Presta servici a la línia C-2 de Rodalia de València, de Renfe. Situada a 280,8 m d'altitud, es troba al punt kilomètric 50,7 de la línia d'ample ibèric 340 d'Adif (bifurcació Vallada-Xàtiva).
L'estació va començar a funcionar el novembre de 1857, quan fou inaugurat el tram fins a l'Alcúdia de Crespins de la línia que havia d'unir Xàtiva amb Almansa. L'anterior edifici de l'estació fou enderrocat el 2011, ja que l'aluminosi que sofria l'estructura n'impedia la rehabilitació, i des de llavors les instal·lacions estan situades en barracons.
Entre 2009 i 2019 el servici de trens de la línia C-2 acabava en l'estació de l'Alcúdia de Crespins degut a les obres de la línia d'alta velocitat València-Alacant. Durant este període Renfe oferia servici d'autobús entre l'Alcúdia i la resta d'estacions de la línia fins a Moixent.
El servici de trens entre Xàtiva i l'Alcúdia de Crespins fou suspés el maig de 2022 degut a obres en la infraestructura i fou parcialment restablert el setembre del 2023, completat per autobús.

## Servicis ferroviaris
| origen/destinació    | < estació | línia | estació > | origen/destinació |
| -------------------- | --------- | ----- | --------- | ----------------- |
| València-Nord Xàtiva | Xàtiva    | C2    | Montesa   | Moixent           |